# Elecciones estatales de Sarawak de 1969
Las primeras elecciones a la Asamblea Legislativa del Estado de Sarawak tuvieron lugar desde 10 de mayo de 1969, siendo los primeros comicios estatales que celebraba Sarawak tras incorporarse a la Federación de Malasia, y se realizaron de manera escalonada, con destino a finalizar el 4 de junio de 1969. Sin embargo, sus resultados fueron suspendidos hasta 1970 tras la declaración del estado de emergencia unos días más tarde, después de la debacle electoral de la Alianza gobernante en las elecciones federales a nivel nacional. El Partido de los Pueblos Unidos de Sarawak (SUPP) obtuvo una estrecha victoria con el 28% de los sufragios, pero la Alianza obtuvo más escaños, con 15 bancas ocupadas en la Asamblea Legislativa Estatal. De todas formas, dos de los partidos políticos que participaron en las elecciones (el SUPP y el Pesaka) se unieron al Barisan Nasional en 1973, poco después del retorno de los poderes legislativos, por lo que el gobierno se formó con facilidad.
Antes de las elecciones de 1969, algunos partidos fueron prohibidos y, como resultado, estos partidos montaron más tarde una campaña pública llamando a los votantes a boicotear las elecciones. Las elecciones parlamentarias y estatales de Sarawak se reanudaron del sábado 6 de junio de 1970 al sábado 4 de julio de 1970. Durante la reanudación de las elecciones, hubo una tragedia en Sarikei en la tercera división de Sarawak el 29 de junio de 1970. Los terroristas comunistas habían matado tres funcionarios electorales en su viaje de regreso después de completar la votación en una estación. También hubo un incidente donde se explotó una mina terrestre afuera de la mesa de votación en la misma división.
33 escaños fueron disputados por la Alianza, 40 por el Partido de los Pueblos Unidos de Sarawak, 35 por el Pesaka y 47 por el Partido Nacional de Sarawak. Hubo además 66 candidatos independientes, pero solo uno resultó elegido.

## Resultados
|  | 28.83 % |

|  | 25.43 % |

|  | 24.46 % |

|  | 13.69 % |

|  | 7.58 % |